# Arctia fringsi
Arctia fringsi là một loài bướm đêm thuộc phân họ Arctiinae, họ Erebidae.